# Manuel Seco
Manuel Seco Reymundo (ur. 20 września 1928 w Madrycie, zm. 16 grudnia 2021) – hiszpański profesor filologii romańskiej, leksykograf.

## Życiorys
Był członkiem Królewskiej Akademii Hiszpańskiej (wybrany 5 kwietnia 1979, od 23 listopada 1980 zajmował krzesło oznaczone literą A). W latach 1981–1993, po przejściu na emeryturę swego mistrza Rafaela Lapesy, kierował pracami nad słownikiem historycznym języka hiszpańskiego.
Spośród jego licznych dzieł należy wymienić Diccionario de dudas y dificultades del castellano (1961) oraz Diccionario del español actual (1999, wspólnie z Olimpią Andrés i Gabino Ramosem).